# 格雷 (澳大利亞國會選區)
格雷選區（英語：Division of Grey），是澳大利亞南澳大利亞州的下議院選區，位於該州北部的廣大郊區。面積904,881平方公里。自2007年起當區議員是自由黨的羅溫·拉姆西。
選區始於1903年，名字是紀念南澳州總督、新西蘭總理喬治·格雷爵士。